# Arthur Greville Collins
Arthur Greville Collins (né le 5 septembre 1896 à Londres, mort le 1er septembre 1980) est un réalisateur américain d'origine britannique.

## Biographie
Né à Londres, il commence sa carrière en tant que directeur de théâtre. En 1921 il se marie avec l'actrice américaine Betty Ross Clarke, et l'accompagne dans sa carrière en Amérique et en Australie. Il se rend ensuite à Los Angeles où il est directeur des dialogues pour Warner Bros., puis réalise quelques films dont La Veuve de Monte-Carlo (The Widow from Monte Carlo). Il retourne en Australie en 1939, et y réalise Seven Little Australians. Il sert dans la RAAF durant la deuxième guerre mondiale.

## Filmographie
- 1935 : La Veuve de Monte-Carlo
- 1936 : Les Aventures de Jeeves, valet de chambre
- 1936 : Nobody's Fool
- 1939 : Seven Little Australians
- 1949 : Strong Is the Seed